# Now and Forever
Now and Forever (dt.: Jetzt und Für immer) ist das Debütalbum der estnischen Pop-Rock-Sängerin Triinu Kivilaan, die als Mitglied bei Vanilla Ninja bekannt wurde. Ihr einziges Album erschien am 29. August 2008.

## Titelliste
1. Fallen (3:50)
2. Home (3:28)
3. Be with You (3:41)
4. Now and Forever (3:41)
5. Rescue Me (3:16)
6. Easy State of Mind (3:09)
7. Crucified (4:01)
8. Is It Me? (3:37)
9. Black Bird (3:21)
10. Awake (3:44)
11. Broken Heart (3:37)
12. All the Different Girls (3:25)

## Hintergrund
Triinu Kivilaan kam im Juni 2004 zu Vanilla Ninja, um dort die Frontfrau Maarja Kivi zu ersetzen. Kivilaan wurde wegen ihrer Ähnlichkeit zu Kivi in die Band geholt. Sie übernahm hier, anders als Kivi, nicht die Position der Frontfrau. Im Januar 2006 verließ sie die Gruppe wieder. Als Gründe wurden Streitereien und ein anderer Musikgeschmack Triinu’s erwähnt. Von 2006 bis 2007 zog sie sich in ihr Privatleben zurück, nachdem sie mit Lenna Kuurmaa, Piret Järvis und Katrin Siska für die Schweiz beim Eurovision Song Contest 2005 in Kiew antrat. Mit dem von David Brandes komponierten Titel Cool Vibes belegte die estnische Band den achten Platz. Ihre ersten musikalischen Schritte in die Musikbranche hatte sie mit der Single When the Indians Cry im August 2004 mit Vanilla Ninja.

## Produktion
Fabian König und Ollie Stan (03|Studio) schrieben und komponierten für Triinu mehrere Lieder. Der Manager Rainer Moslener stand ihr von Mai 2008 bis Mai 2009 zur Hilfe. Moslener war auch der Manager der No Angels, Tokio Hotel und Christina Stürmer.

## Singles

### Home
Der Song Home wurde ab dem 14. März 2008 als Download angeboten. Die physische Single erschien am 28. März und enthält neben drei verschiedenen Versionen des Titels das Bonusstück All the Different Girls.

### Fallen
Fallen wurde am 8. August 2008 als Single und als Download veröffentlicht. Vier unterschiedliche Versionen des Titels, darunter die Instrumentalversion, sowie das Musikvideo befinden sich auf der CD. Die Single stieg am 22. August auf Platz 88 der deutschen Charts ein und konnte in der darauf folgenden Woche Position 85 belegen. Am 29. August fiel das Stück aus den Charts. Das Musikvideo zum Song wurde an einem Tag in Berlin gedreht und hatte ein geringes Budget. Genutzt wurden viele öffentliche Locations. Es gab zwei Hauptdrehorte. Das Magazin Drehort-tv stellte den Videodreh in Berlin nach. Kivilaan stand für den Clip vor der Modersohnbrücke in Berlin-Friedrichshain. Der zweite Teil des Videos wurde in Berlin-Stralau gedreht.

### Be with You
Kivilaan’s dritte Single aus dem Album wurde am 14. November 2008 als Download und als physische Single veröffentlicht. Neben drei Versionen von Be with You ist ein Feel Mix von Rescue Me enthalten. Außerdem wurde am 5. Dezember 2008 der Be-with-You-Trancelectro-Mixx als Download angeboten. Dieser Titel hat eine Spieldauer von über fünf Minuten.

### Is It Me?
Is It Me? wurde am 8. Mai 2009 als Download angeboten und erschien als Promo-Single.

## Rezeption
Das Album Now and Forever wurde von laut.de so bewertet, dass es „Gebrauchspop der freundlicheren Sorte“ sei. Alle Lieder des Longplayers verbreiten zudem eine „nachdenklich-melancholische Grundstimmung“. Dabei soll Kivilaans Stimme „Reif, immer treffsicher, und mit klarer Intonierung“ versehen sein. Das beste Stück der CD ist nach Aussage von Artur Schulz Crucified, denn dieser Titel überzeugt „mit seinem druckvollen Schlagzeug und einer betörenden Hookline.“